# 花梣
花梣，又名花白蠟，是原產於南歐與西南亞的梣屬植物，其分佈範圍西起西班牙與意大利，北至奧地利與捷克，向東經巴爾幹半島、土耳其、敘利亞西部延伸至黎巴嫩與亞美尼亞。

## 形態特徵
花梣為中型落葉喬木，樹高可達15–25公尺，主幹直徑約1公尺。樹皮呈深灰色，即使老樹仍保持光滑。
冬芽為淡粉棕色至灰棕色，表面密佈灰色短絨毛。
葉片對生，羽狀複葉，長20–30公分，具5至9枚小葉；小葉呈寬卵形，長5–10公分、寬2–4公分，葉緣具細鋸齒與波狀起伏，葉柄明顯且長5–15公釐；秋季葉色會轉變為黃色至紫紅色。
花期在晚春新葉展開後，花朵密集組成圓錐花序（長10–20公分），每朵花具四片修長的乳白色花瓣（長5–6公釐），依靠昆蟲授粉。
果實為細長翅果（長1.5-2.5公分），種子寬約2公釐，翅翼寬4–5公釐，成熟時由綠色轉為褐色。

## 栽培與應用
花梣常被引種至原生區以北的歐洲地區作為景觀樹，其顯著的花序特性使其成為觀賞樹種。部分栽培個體會嫁接於歐洲梣（Fraxinus excelsior）的砧木上，嫁接處常可見砧木樹皮轉為明顯的縱裂紋理。
自樹皮滲出的含糖汁液可提煉為甜味物質，中世紀晚期（約西元1400年）因其特性被比擬為《聖經》記載的嗎哪，因而衍生出多種語言的俗名。現代化學中的甘露糖與甘露醇亦得名於此樹汁。

## 外部連結
- 西西里島的甘露生產
- Fraxinus ornus 的存檔，存档日期2018-09-23. - 歐洲森林遺傳資源計畫（EUFORGEN）相關資訊